# Kamrater i Paris
Kamrater i Paris är en amerikansk film från 1937 i regi av Anatole Litvak.

## Handling
Hertiginnan Tatiana och prinsen Mikail har flytt Sovjetunionen med en stor summa pengar och tar nu arbete under täckmantel som tjänare i Paris. Både franska och sovjetiska myndigheter vill åt pengarna.

## Rollista
- Claudette Colbert - Tatiana Petrovna Romanov
- Charles Boyer - Mikail Alexandrovitch Ouratieff
- Basil Rathbone - Dimitri Gorotchenko
- Anita Louise - Helene Dupont
- Melville Cooper - Charles Dupont
- Isabel Jeans - Fermonde Dupont
- Morris Carnovsky - Dubieff
- Victor Kilian - Gendarme
- Montagu Love - Courtois
- Fritz Feld - Martelleau